# Bažant
Bažant je společné pojmenování pro 11 rodů hrabavých ptáků z podčeledě bažanti která je součásti čeledě bažantovitých.

## Výskyt
Místem původu bažantů je Čína a jihovýchodní Asie, odkud se pomalu šířili až do západních částí Himálaje a Malé Asie. V počátku prvního tisíciletí byli lidmi pomalu rozšiřováni do Evropy, kde jsou nyní nedílnou součástí volné přírody. Vyskytují se od pralesů v  tropické Asii až po lesy severní Evropy. Zdržují se nejčastěji na jejich okrajích hraničících s loukami nebo obdělávanými poli, v místech zarostlých bambusovým houštím nebo blízko vody na občasně zaplavovaných územích. Některé druhy bažantů byly dovezeny do Severní Ameriky, Austrálie i na Nový Zéland, kde se tito stali součásti místní fauny.
V České republice se můžeme ve volné přírodě nebo ve voliérách nejčastěji setkat s těmito druhy: bažant obecný, bažant diamantový, bažant královský, bažant stříbrný a bažant zlatý.

## Popis
Jsou to ptáci velcí od 30 cm až do 50 cm, přičemž zhruba 45 cm jsou dlouhá ocasní brka. U bažantů je až na rod Crossoptilon silná pohlavní dvoutvárnost, samci jsou zbarveni jinak než samice. Mimo pestřejších barev mají i delší ocasní péra či korunku z peří na hlavě. Okolo očí mají červeně zbarvenou masitou kožku, která se nazývá pouška. Zobák mají krátký, ale vždy robustní. Jejich nohy jsou silné s prsty přizpůsobenými k hrabání i chůzi po zemi, mnohdy mají na nohou ostruhy. Křídla mají poměrně krátká a zakulacená, nejsou dobří letci. Převážnou část života prožívají na zemi, některé druhy dokonce na zemi i hřadují. Při vyrušení vzlétnou většinou prudce a hlasitě, ale jen nevysoko a nedoletí daleko, často před nebezpečím prostě utečou do houští.
Jsou to všežravci, jejich hlavní potravou jsou všemožná semena a plody rostlin i stromů, včetně mladých výhonku a pupenů trav, bylin i dřevin. Sežerou také nezanedbatelné množství drobných živočichů které většinou vyhrabávají z měkké půdy nebo zpod spadaného listí.
Bažanti v průběhu roku žijí ve volných, různě početných hejnech. Jsou, až na rod Crossoptilon žijící v párech, převážně polygamní, kdy samec se páří se 2 až 8 i více samicemi. Před pářením probíhá obvyklý tok samců, předvádění naparáděného šatu i hlasitého volání, bývají často mezi nimi souboje o území i samice. Po spáření zájem samců upadá, o inkubaci vajec ve trávou vystlaném dolíku a další péči o vylíhlá mláďata se stará výhradně slepice. Mladá kuřata jsou druhý den schopna zobat a samostatně se živit, slepice je do doby než se zcela opeří zahřívá a ochraňuje před možnými predátory.

## Význam
Bažanti patřili odedávna mezi lovnou zvěř, byli zabíjeni pro maso i pro svá krásná péra.

## Ohrožení
Hodně druhů bažantů, žijících v oblastech, kde se zvířata hlavně loví a téměř nikdo se nestará o jejich přežití, se stává vzácnými, jejich početní stavy klesají. Podle Červeného seznamu IUCN jsou považovány za:
- zranitelné druhy: bažant Bulwerův, bažant černý, bažant červenolící, bažant horský, bažant královský, bažant mandžuský, bažant palavánský, bažant Sclaterův, bažant Wallichův a bažant zelenoocasý.,
- ohrožené druhy: bažant Edwardsův, bažant bornejský, bažant malajský a bažant vietnamský.[5]

## Rody a druhy
- rod bažant (Catreus) Cabanis, 1851
  - bažant Wallichův (Catreus wallichii) (Hardwicke, 1827)
- rod bažant (Crossoptilon) Hodgson, 1838
  - bažant mandžuský (Crossoptilon mantchuricum) Swinhoe, 1863
  - bažant tibetský (Crossoptilon crossoptilon) (Hodgson, 1838)
  - bažant ušatý (Crossoptilon auritum) (Pallas, 1811)
- rod bažant (Chrysolophus) J. E. Gray, 1834
  - bažant diamantový (Chrysolophus amherstiae) (Leadbeater, 1829)
  - bažant zlatý (Chrysolophus pictus) (Linnaeus, 1758)
- rod bažant (Ithaginis) Wagler, 1832
  - bažant krvavý (Ithaginis cruentus) (Hardwicke, 1821)
- rod bažant (Lophophorus) Temminck, 1813
  - bažant lesklý (Lophophorus impejanus) (Latham, 1790)
  - bažant Sclaterův (Lophophorus sclateri) Jerdon, 1870
  - bažant zelenoocasý (Lophophorus lhuysii) A. Geoffroy Saint-Hilaire, 1866
- rod bažant (Lophura) Fleming, 1822
  - bažant Bulwerův (Lophura bulweri) (Sharpe, 1874)
  - bažant císařský (Lophura imperialis) (Delacour & Jabouille, 1924)
  - bažant černý (Lophura inornata) (Salvadori, 1879)
  - bažant červenolící (Lophura erythrophthalma) (Raffles, 1822)
  - bažant Edwardsův (Lophura edwardsi) (Oustalet, 1896)
  - bažant kalij (Lophura leucomelanos) (Latham, 1790)
  - bažant ohnivohřbetý (Lophura ignita) (Shaw, 1798)
  - bažant prelát (Lophura diardi) (Bonaparte, 1856)
  - bažant stříbrný (Lophura nycthemera) (Linnaeus, 1758)
    - poddruhy:
      - bažant čárkovaný
      - bažant Berliozův
      - bažant Lewisův
      - bažant Jonesův
      - bažant Crawfurdův

  - bažant Swinhoeův (Lophura swinhoii) (Gould, 1863)
  - bažant vietnamský (Lophura hatinhensis) Vo Quy, 1975
- rod bažant (Phasianus) Linnaeus, 1758
  - bažant obecný (Phasianus colchicus) Linnaeus, 1758
  - bažant pestrý (Phasianus versicolor) Vieillot, 1825
- rod bažant (Polyplectron) Temminck, 1813
  - bažant bělolící (Polyplectron germaini) Elliot, 1866
  - bažant bornejský (Polyplectron schleiermacheri) Bruggemann, 1877
  - bažant bronzový (Polyplectron chalcurum) (Lesson, 1831)
  - bažant horský (Polyplectron inopinatum) (Rothschild, 1903)
  - bažant malajský (Polyplectron malacense) (Scopoli, 1786)
  - bažant palavánský (Polyplectron napoleonis) (Lesson, 1831)
  - bažant paví (Polyplectron bicalcaratum) (Linnaeus, 1758)
- rod bažant (Pucrasia) G. R. Gray, 1841
  - bažant chocholatý (Pucrasia macrolopha) (Lesson, 1829)
- rod bažant (Rheinardia) Maingonnat, 1882
  - bažant perlový (Rheinardia ocellata) (Elliot, 1871)
- rod bažant (Syrmaticus) Wagler, 1832
  - bažant Elliotův (Syrmaticus ellioti) (Swinhoe, 1872)
  - bažant Humeové (Syrmaticus humiae) (Hume, 1881)
  - bažant královský (Syrmaticus reevesii) (J. E. Gray, 1829)
  - bažant měděný (Syrmaticus soemmerringii) (Temminck, 1830)
  - bažant mikado (Syrmaticus mikado) (Ogilvie-Grant, 1906) [6][7]